# Rezidence královského rodu Savojských
Rezidence královského rodu Savojských je název italské památky světového kulturního dědictví UNESCO (od 1997). Sestává z historických budov v Turíně a okolním regionu Piemontu, které nechala vystavět dynastie Savojských.
Dynastie Savojských je starobylá hraběcí, vévodská a později královská rodina, jejíž kořeny sahají až k roku 1003 do regionu Savojska (dnes francouzský region Rhône-Alpes). V průběhu doby získala Piemont (od 1416), následně v roce 1720 ovládla Sardinské království. Savojští hráli hlavní roli v procesu sjednocení Itálie a stali se vládci Italského království až do roku 1946. Po ústavním referendu v roce 1946 byla monarchie zrušena, byla zřízena republika a členové Savojského domu byli donuceni opustit zemi.
V roce 1563 přestěhoval savojský vévoda Emanuel Filibert svůj dvůr do Turína a zahájil řadu stavebních projektů s využitím nejlepších tehdejších architektů a umělců. Architektonicky velkorysé a okázalé budovy, včetně sochařské a malířské výzdoby, byly navrženy tak, aby byly vůči veřejnosti co nejreprezentativnější a demonstrovaly sílu Savojského domu. 
Kromě samotného Turína vznikala reprezentativní venkovská sídla a lovecké chaty i v okolí města.

## Přehled staveb
Následující tabulka zahrnuje budovy chráněné UNESCO. Nejedná se o kompletní přehled budov, které nechali Savojští v Piemontu vystavět.
| Kód dle UNESCO | Název                                  | Přesné souřadnice               | Umístění      |
| -------------- | -------------------------------------- | ------------------------------- | ------------- |
| 823-001A       | Zona di Commando                       | 45°4′22″ s. š., 7°41′10″ v. d.  | Turín         |
| 823-001B       | Palazzo Madama                         | 45°4′15″ s. š., 7°41′9″ v. d.   | Turín         |
| 823-001C       | Palazzo Carignano                      | 45°4′8″ s. š., 7°41′10″ v. d.   | Turín         |
| 823bis-002     | Castello del Valentino                 | 45°3′15″ s. š., 7°41′13″ v. d.  | Turín         |
| 823bis-003     | Villa della Regina                     | 45°3′29″ s. š., 7°42′30″ v. d.  | Turín         |
| 823bis-004     | Castello di Moncalieri                 | 45°0′8″ s. š., 7°41′15″ v. d.   | Moncalieri    |
| 823bis-005     | Castello di Rivoli                     | 45°4′11″ s. š., 7°30′37″ v. d.  | Rivoli        |
| 823-006        | Palazzina di caccia di Stupinigi       | 44°59′42″ s. š., 7°36′14″ v. d. | Nichelino     |
| 823bis-007     | Reggia di Venaria Reale                | 45°8′9″ s. š., 7°37′24″ v. d.   | Venaria Reale |
| 823-008        | Borgo castello nel parco della Mandria | 45°8′47″ s. š., 7°35′59″ v. d.  | Venaria Reale |
| 823bis-009     | Castello di Agliè                      | 45°21′42″ s. š., 7°46′10″ v. d. | Agliè         |
| 823bis-010     | Castello di Racconigi                  | 44°46′9″ s. š., 7°40′33″ v. d.  | Racconigi     |
| 823bis-011     | Castello di Govone                     | 44°48′18″ s. š., 8°6′ v. d.     | Govone        |
| 823bis-012     | Castello di Pollenzo                   | 44°40′55″ s. š., 7°53′38″ v. d. | Bra           |

Zona di Commando (volný český překlad jako „Vládní čtvrť“) je označení pro skupinu staveb v historickém centru města. Zahrnuje královský palác, palác Chiablese, královskou knihovnu, královskou zbrojnici, fasádu divadla Teatro Regio, vládní palác, královskou jízdárnu, mincovnu a budovy bývalé vojenské akademie a soudního archivu.

## Galerie

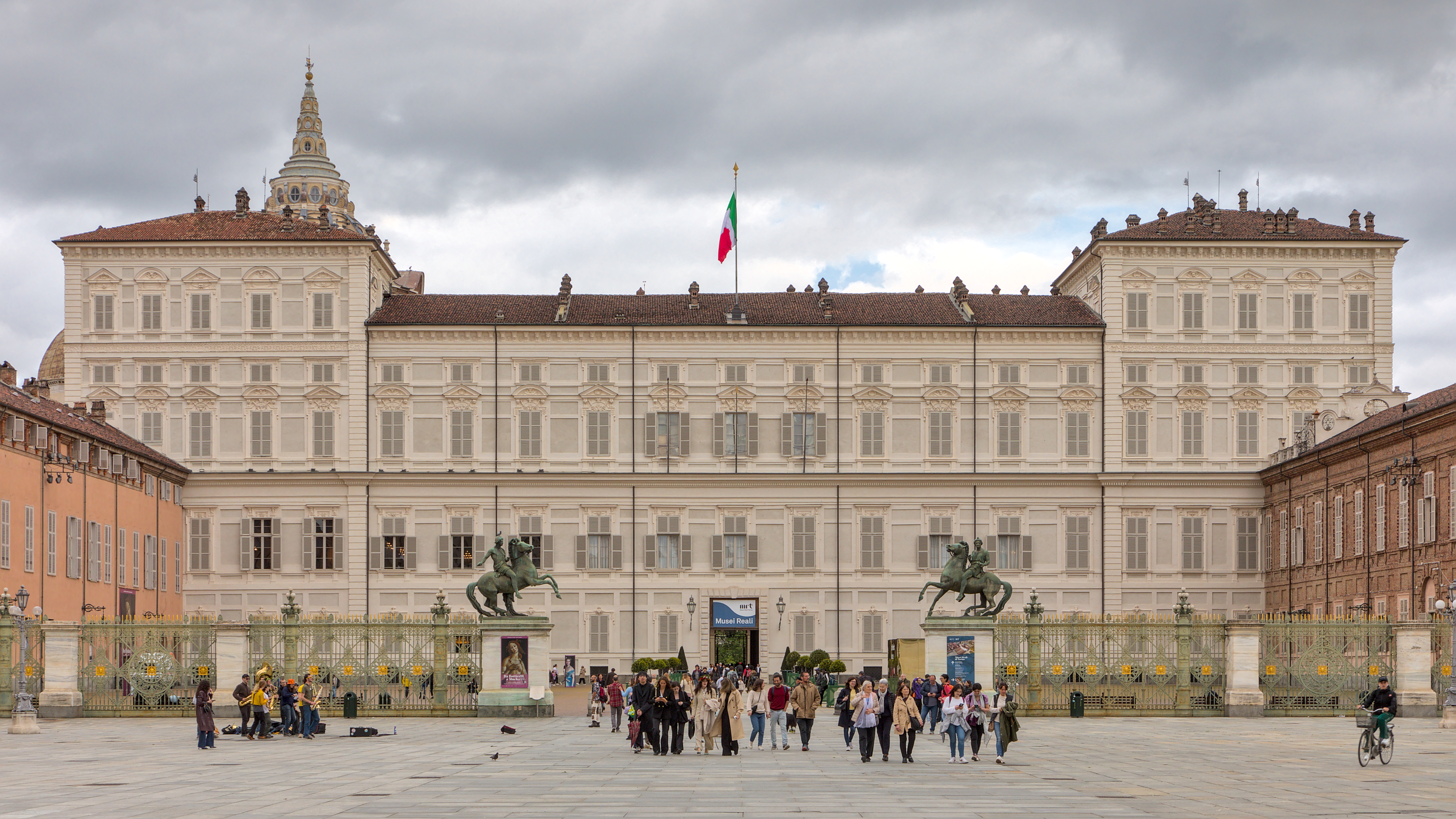
Palazzo Reale jako součást Zona di Commando
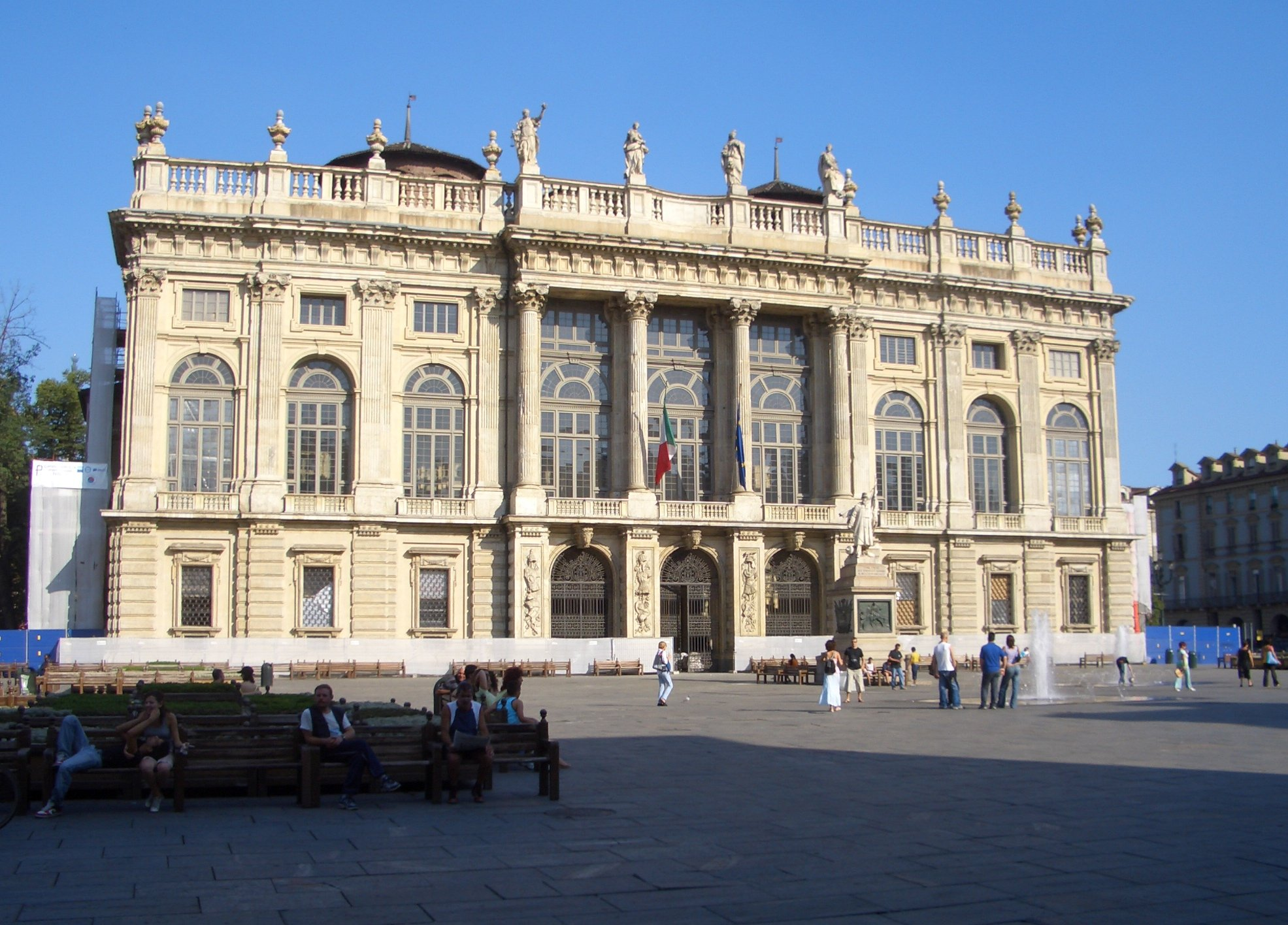
Palazzo Madama
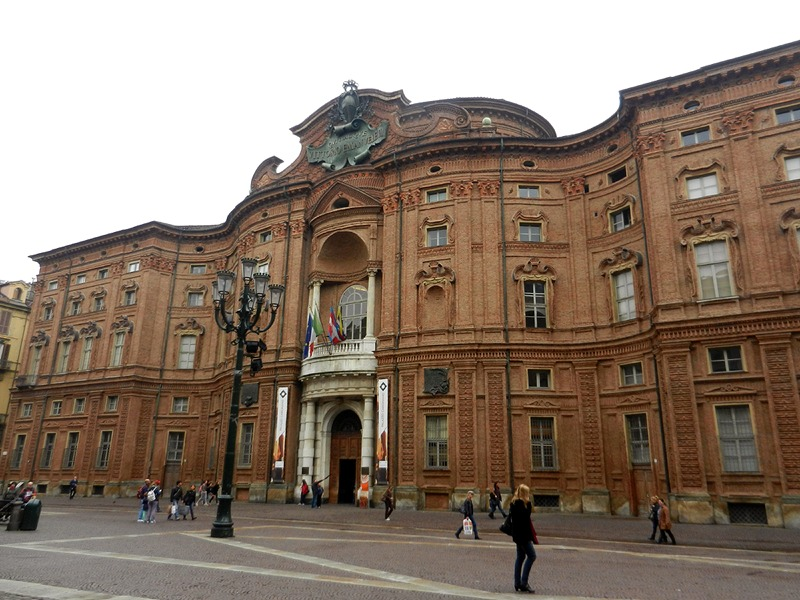
Palazzo Carignano
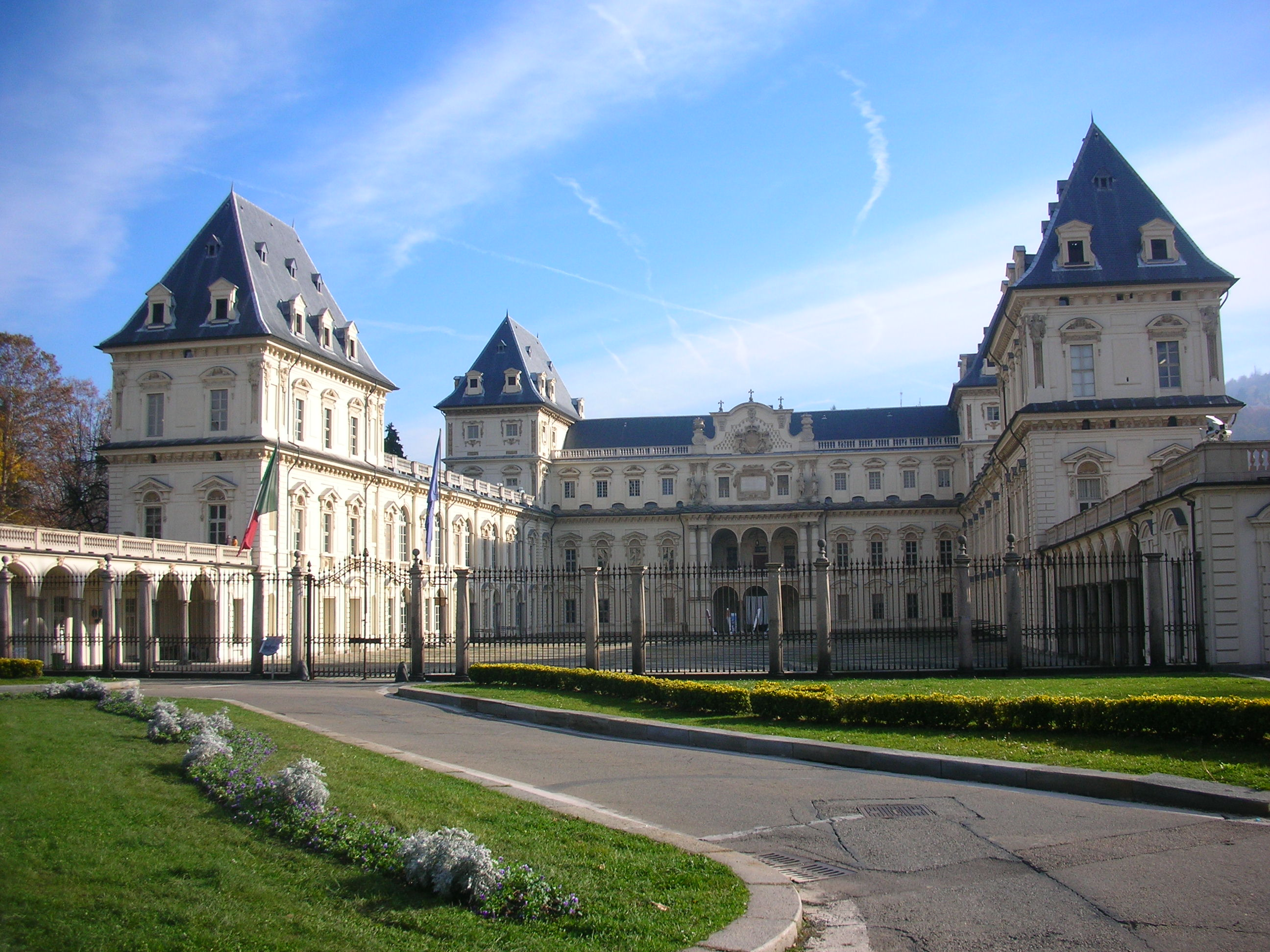
Castello del Valentino
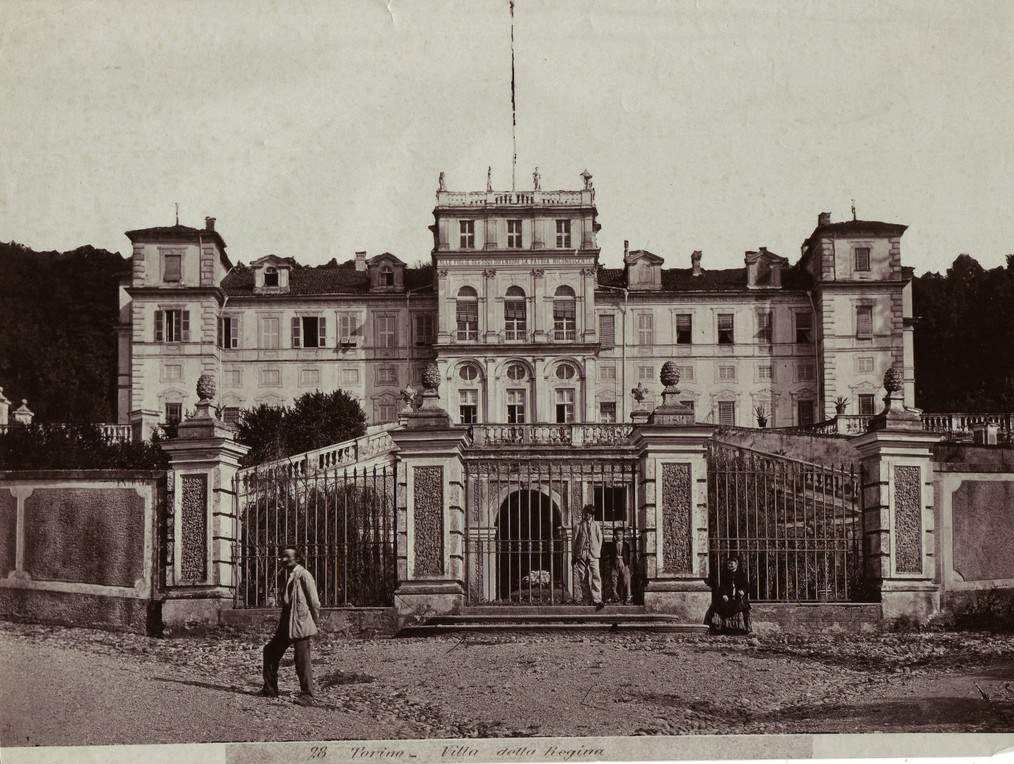
Villa della Regina
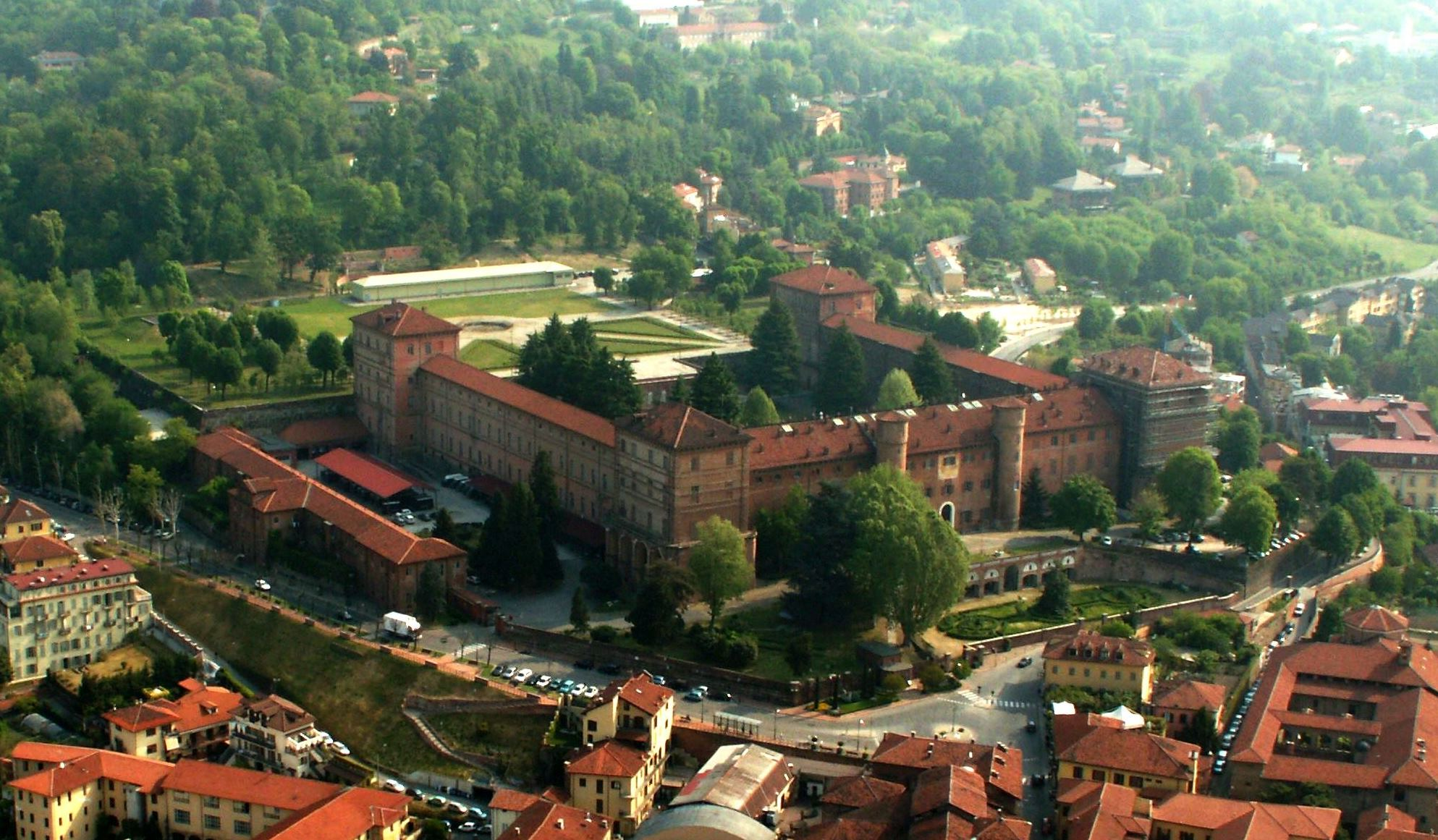
Castello di Moncalieri
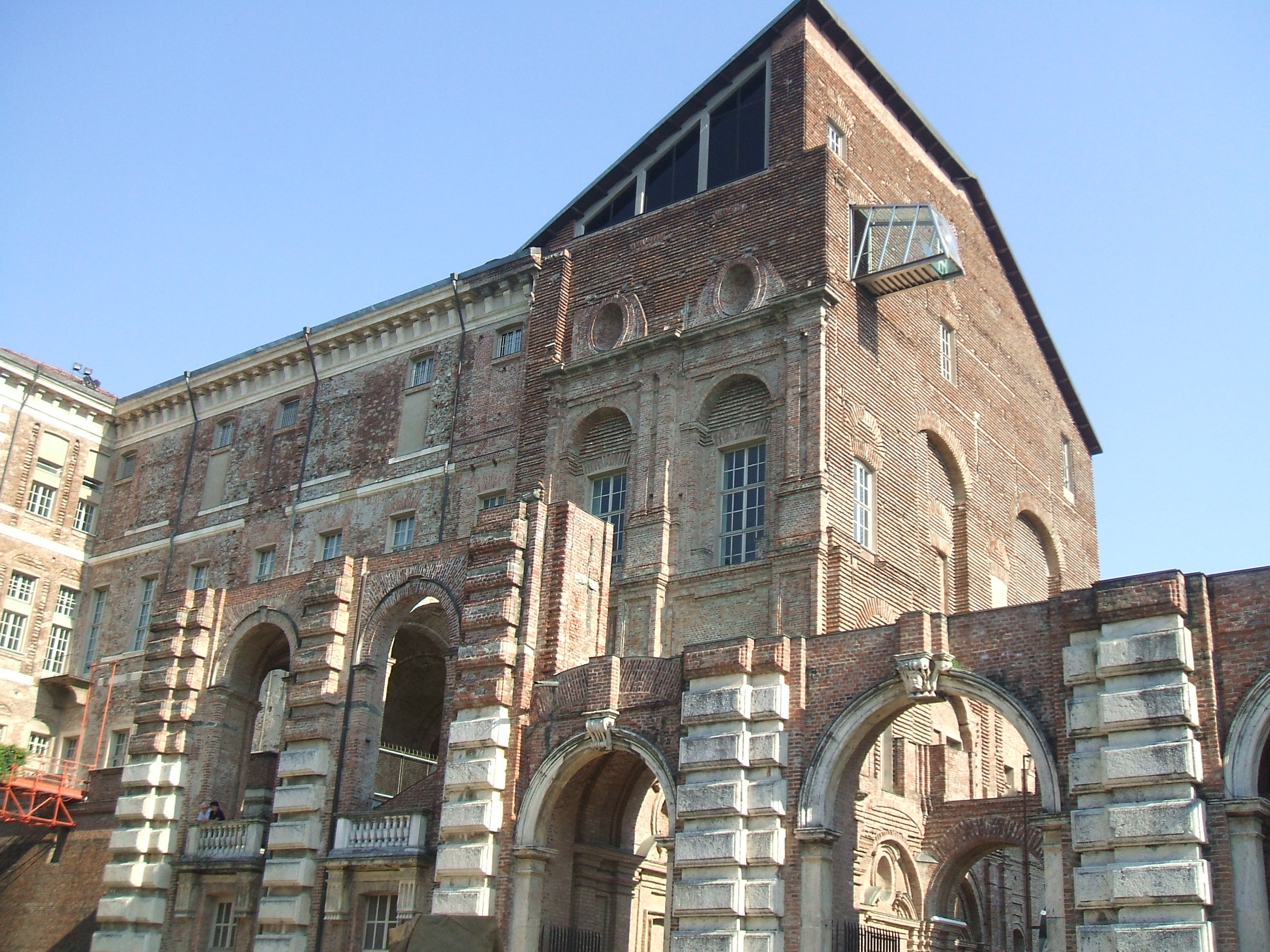
Castello di Rivoli
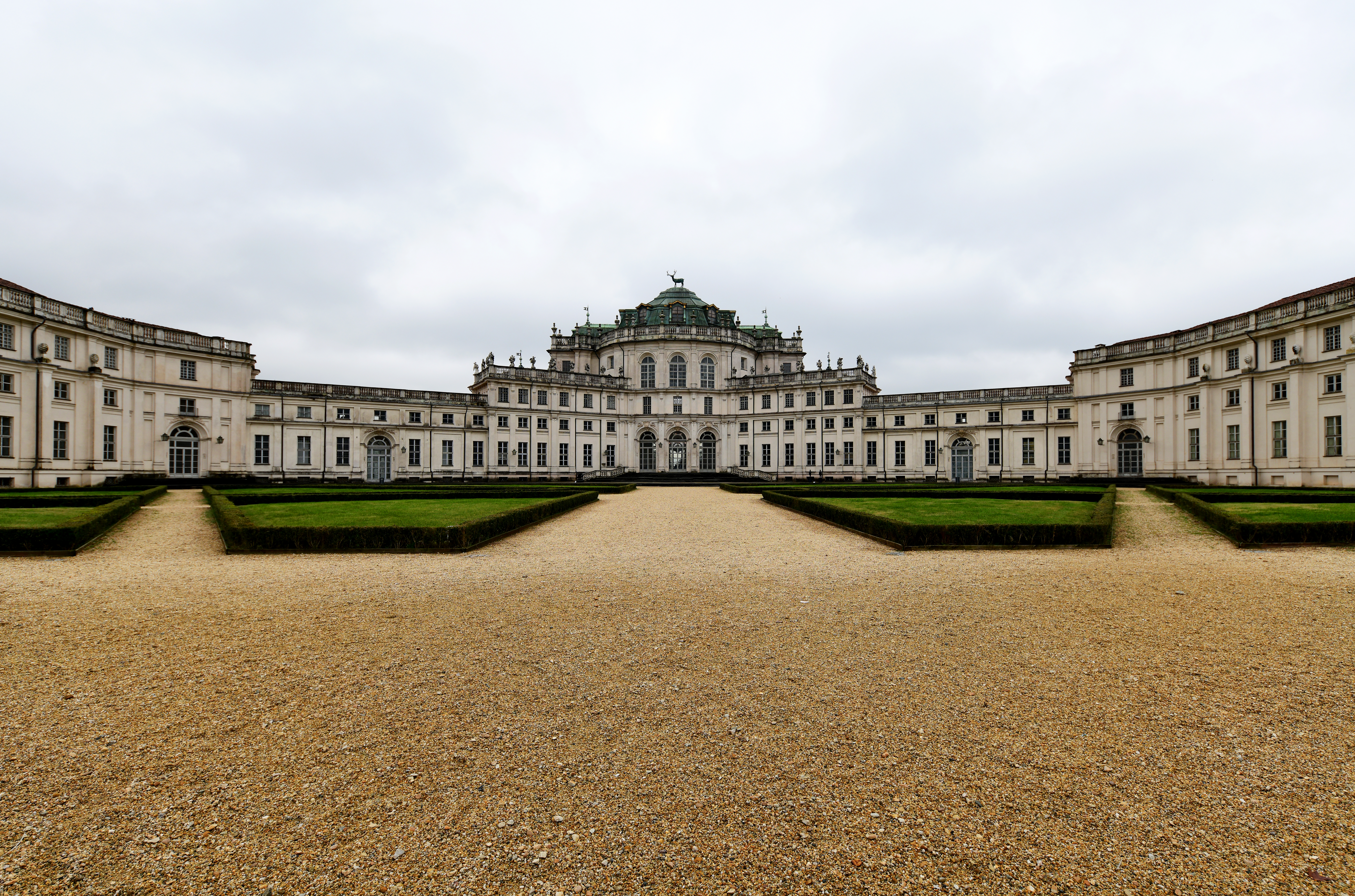
Palazzina di Caccia di Stupinigi
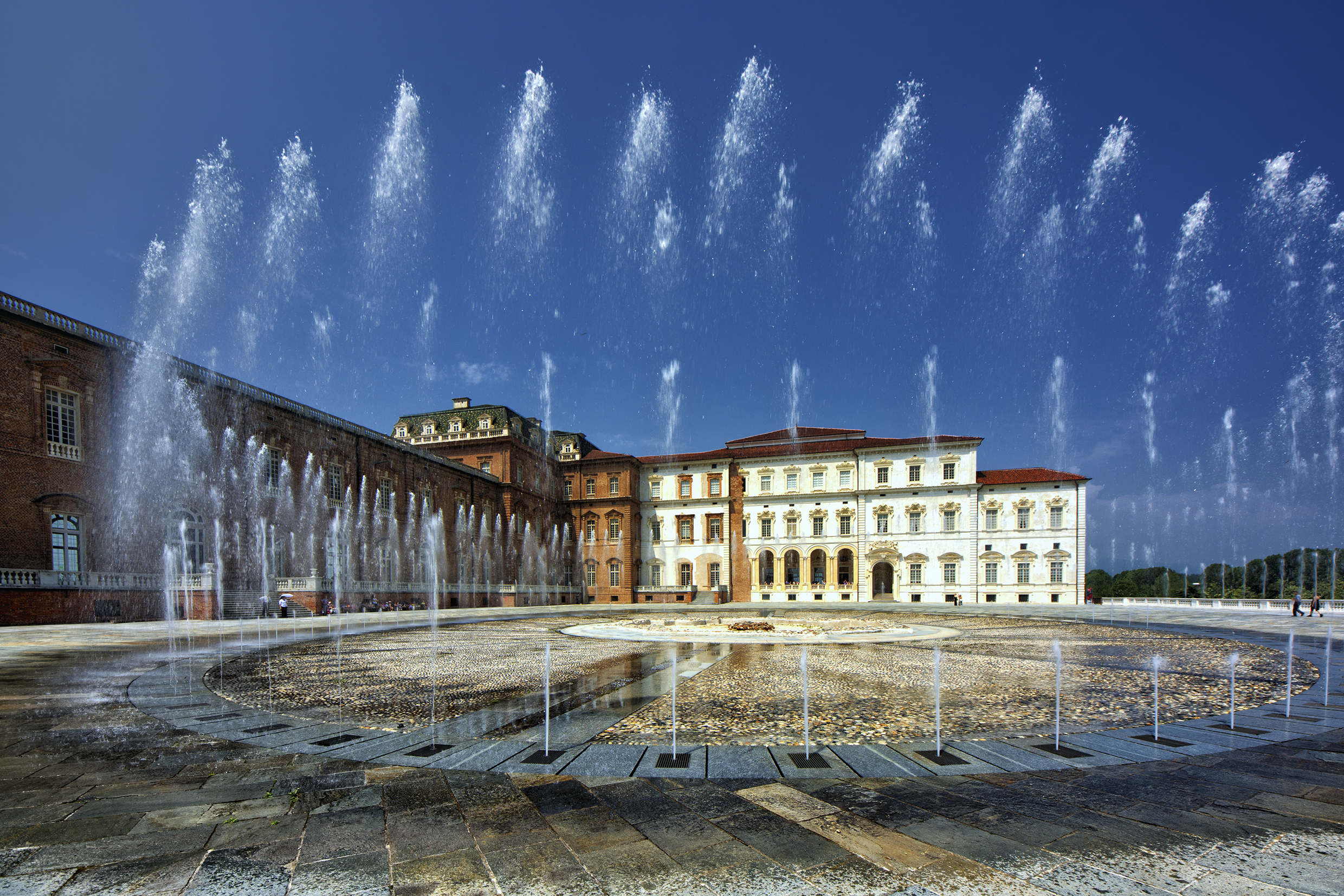
Reggia di Venaria Reale
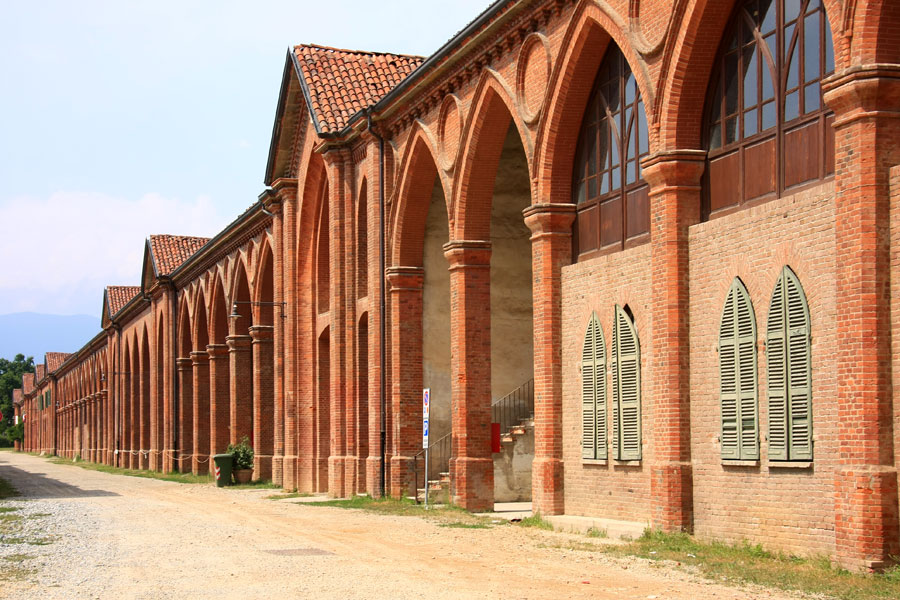
Castello della Mandria
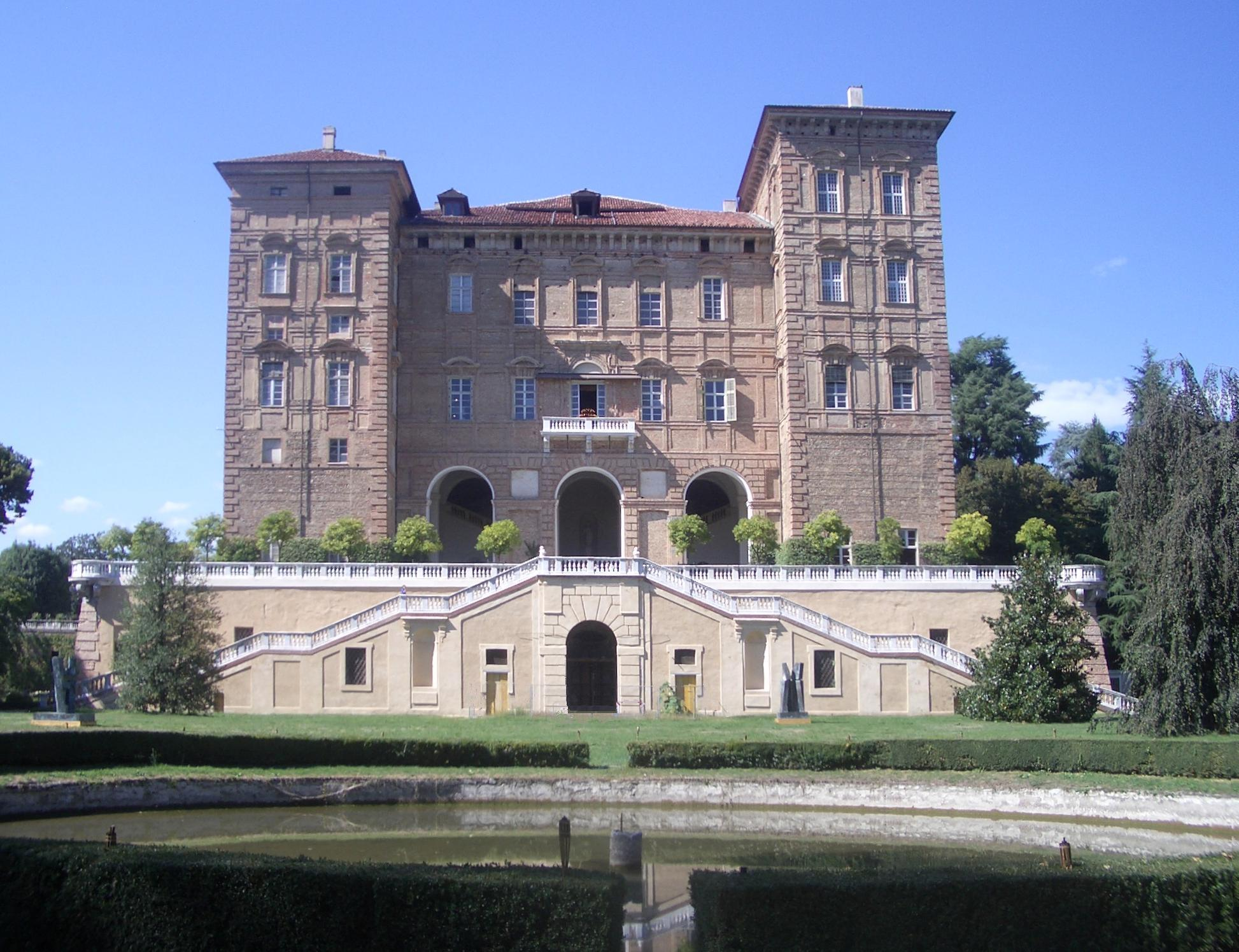
Castello di Agliè
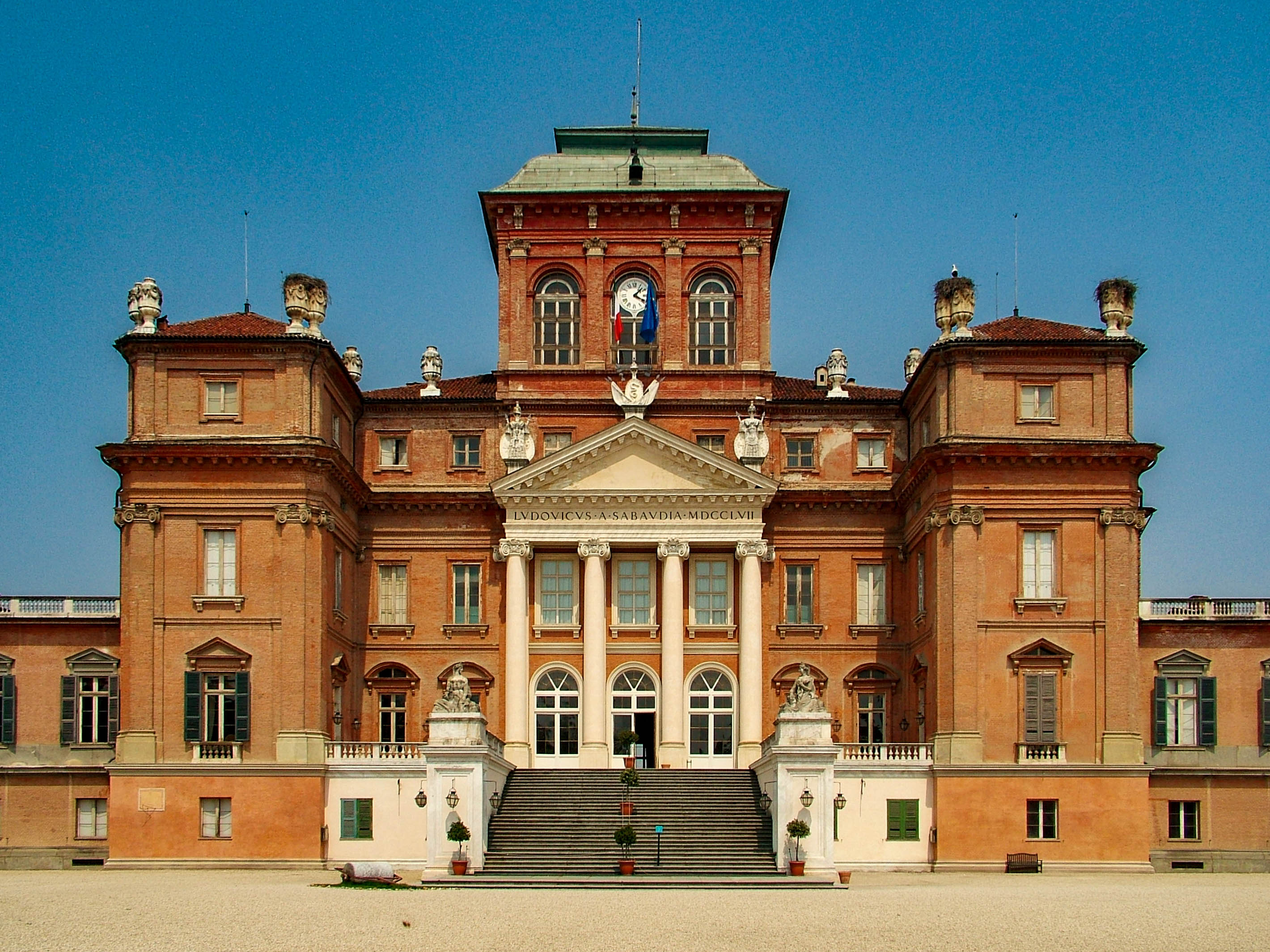
Castello di Racconigi
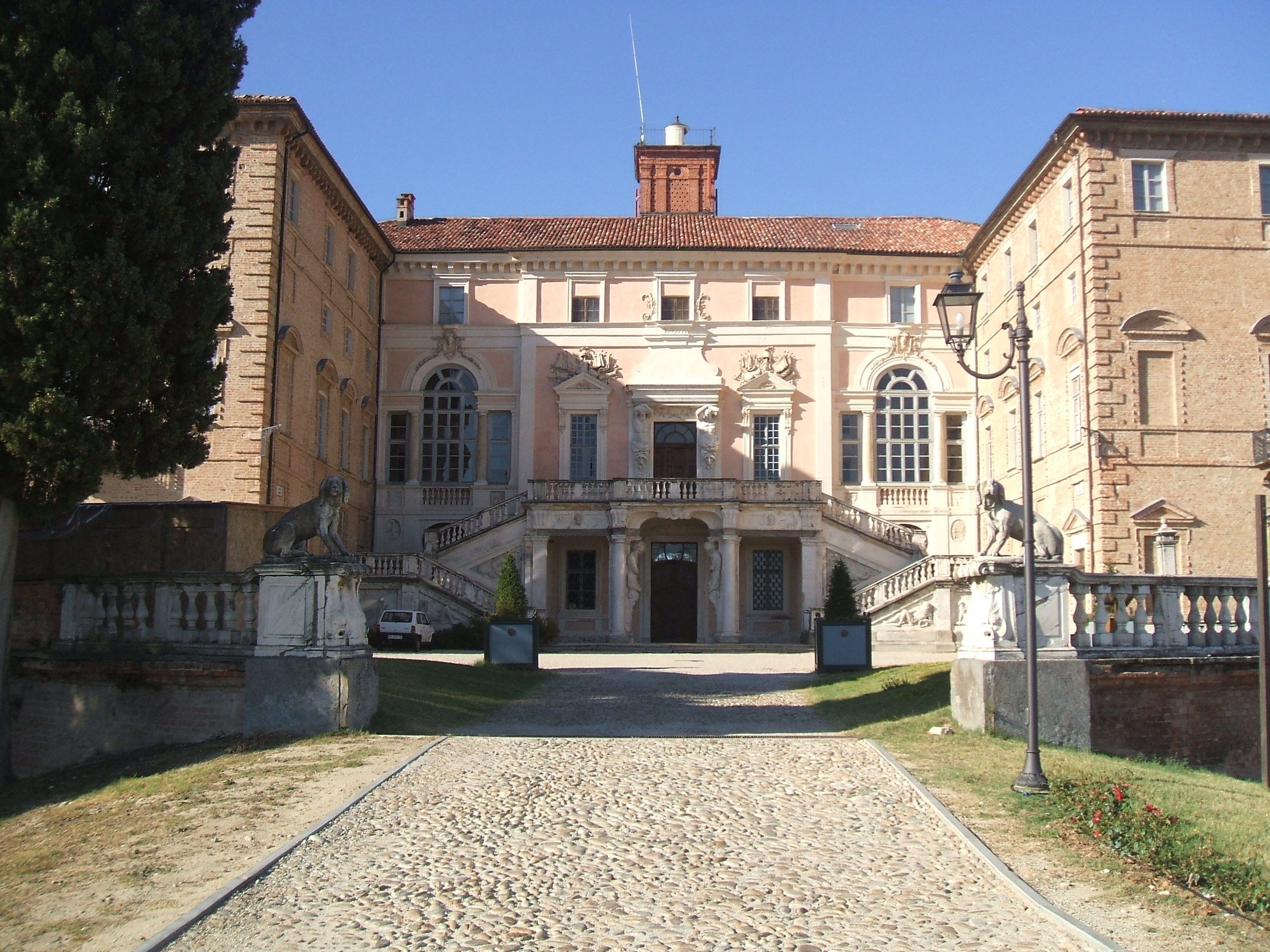
Castello di Govone
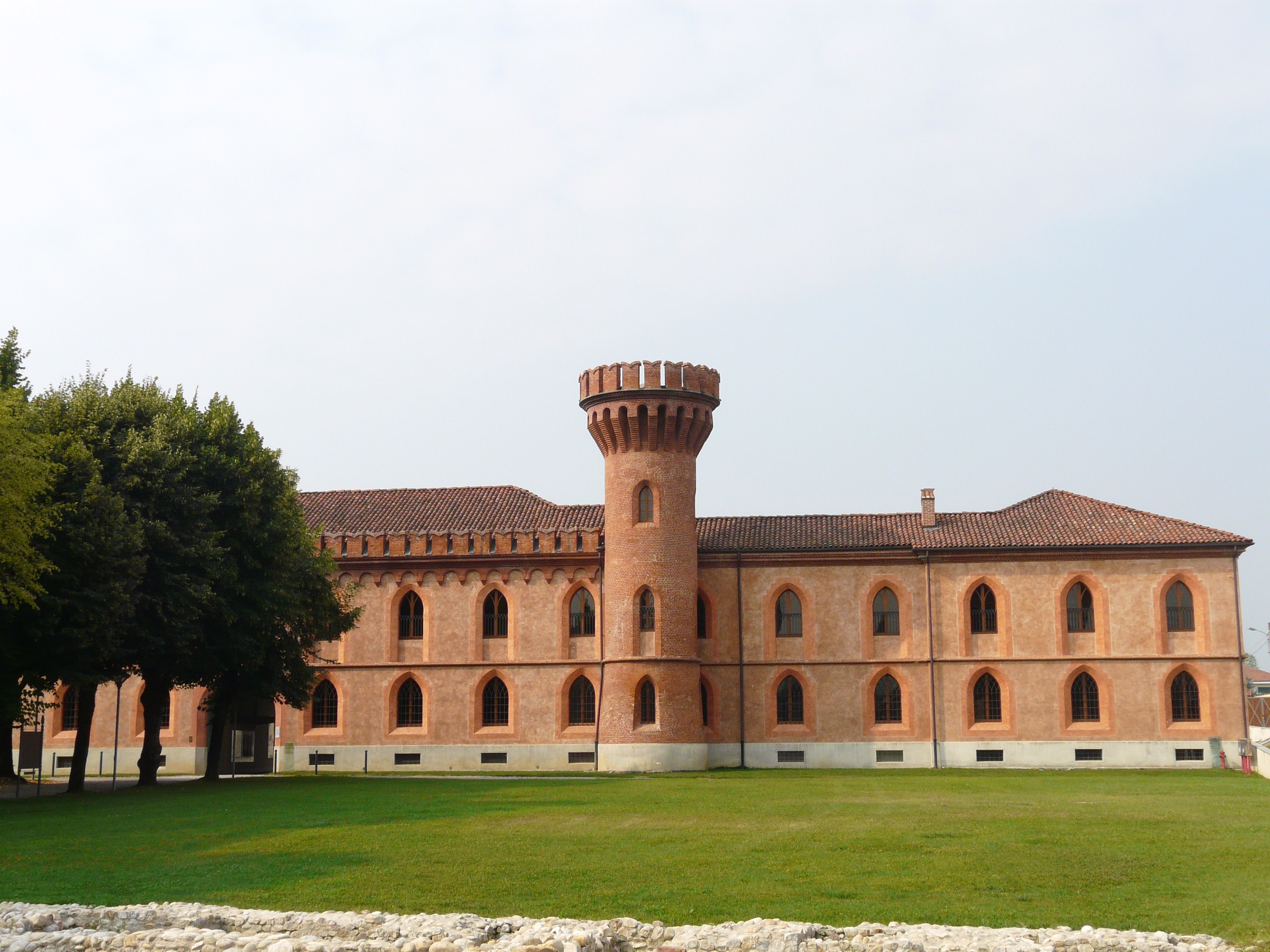
Castello di Pollenzo